# Белосток (теплоход)
«Белосток» (первоначально Ciudad de Ibiza) — морской грузопассажирский теплоход, в годы Великой Отечественной войны — санитарный транспорт. Торпедирован и потоплен торпедным катером кригсмарине S-102 19 июня 1942 года в 20 милях южнее мыса Фиолент, близ Севастополя.

## Постройка и характеристики
12 марта 1931 года испанская судоходная компания Trasmediterránea заказала верфи компании Unión Naval de Levante в порту испанского города Валенсия постройку двух грузопассажирских теплоходов для рейсов на Балеарские острова. Строительство начато 31 марта 1931 года. Судно спущено на воду 9 июля 1932 года и получило название «Сьюдад-де-Ивиса» (Ciudad de Ibiza — «город Ивиса»). В марте 1933 года судно испытано, при испытаниях показав скорость 15,3 узла. Введёно в эксплуатацию 15 апреля 1933 года.
«Сьюдад-де-Ивиса» был современным теплоходом, приводимым в движение двумя дизелями. Он мог перевозить 37 пассажиров в первом классе, 40 во втором и 28 в третьем, помимо пассажиров на палубе, и имел трюм вместимостью 1702 м³.
Стоимость строительства составила 5 млн песет. Был построен близнец «Сьюдад-де-Таррагона» (Ciudad de Tarragona — «город Таррагона»).
Характеристики судна:
- Водоизмещение — 2290 т
- Валовая вместимость — 2034 т
- Чистая вместимость — 1058 т
- Объём трюма — 1702 м³
- Длина — 75,9 м
- Ширина — 11,15 м
- Осадка — 4,2 м
- Скорость полного хода — 15,3 узлов
- Силовая установка — 2 дизеля Krupp по 750 л. с.
- Экипаж — 127 человек
- Запас топлива — 132 т

## История службы
20 апреля 1933 года «Сьюдад-де-Ивиса» прибыл из Валенсии в Барселону, а 25 апреля — из Барселоны в Ивису. На борту судна был проведён приём, на котором мэр Ивисы подарил флаг города судну, носившему его имя.
Во время начала гражданской войны в Испании теплоход находился в порту Барселоны и был принудительно отчуждён властями Второй Испанской Республики.
28 мая 1937 года теплоход находился в порту Валенсии во время налёта итальянских бомбардировщиков SM.81 и пострадал от пожара на соседнем пароходе Carding.
Теплоход совершал рейсы в советские черноморские порты. В 1937 году «Сьюдад-де-Ивиса» и «Сьюдад-де-Таррагона» были интернированы советской властью в порту Одессы. Советская историография указывала, что корабли были выкуплены у СССР, есть версия, что изъяты в оплату долгов Испании перед СССР за вооружения.
В 1939 году «Сьюдад-де-Ивиса»  и «Сьюдад-де-Таррагона» включены в состав Черноморского пароходства как «Транспорт № 4» и «Транспорт № 3». В октябре 1939 года переименованы в «Белосток» и «Львов». Работали на Крымско-кавказской линии.
«Белосток» и «Львов» были мобилизованы с началом Великой Отечественной войны, вооружены и переоборудованы в плавучие базы подводных лодок. Включены в состав Черноморского флота ВМФ СССР 12 августа 1941 года. 19 сентября переданы медицинской службе флота как санитарные транспорты. Штатная эвакоемкость — 200 человек.
Начальником медсанслужбы теплохода «Белосток» был Иван Степанович Ятманов (1907—1973).
Судно выполнило 6 эвакорейсов из Одессы в 1941 года, 11 — из Севастополя и 2 — с Керченского полуострова. Всего пароходом было эвакуировано около 6 тысяч человек.
В ходе обороны Севастополя к 2 января 1942 года была переброшена в Севастополь на теплоходах «Абхазия», «Белосток» и «Львов» с эскортом из крейсера «Молотов» и лидера «Ташкент» 386-я стрелковая дивизия (1-го формирования). 28 января «Белосток» доставил 528 бойцов маршевого пополнения и боевые припасы, а «Красная Кубань» — первый дивизион 952-го артиллерийского полка 386-й стрелковой дивизии, боевые припасы, продовольствие и фураж из Поти. 12 февраля из Новороссийска транспортами «Белосток», «Пестель», «Красная Кубань» и «Абхазия» доставлено 4987 бойцов маршевого пополнения. 17 февраля «Белосток» и вспомогательный тральщик Т-505 («Судком») доставили 871 и 141 бойцов маршевого пополнения, в тот же день «Белосток» эвакуировал 78 раненых, 57 гражданских и 144 курсанта Севастопольского военно-морского училища береговой обороны. 23 февраля «Белосток» доставил 476 бойцов маршевого пополнения. 3 марта крейсер «Коминтерн» и теплоход «Белосток» в сопровождении базового тральщика «Искатель» доставили 233 бойца маршевого пополнения.
В ночь на 11 июня 1942 года теплоход доставил в Севастополь из Новороссийска 227 т боевых припасов калибра 85 и 130 мм.
В ночь с 17 на 18 июня теплоход «Белосток» вошёл в порт Севастополя с грузом боеприпасов и продовольствия и стал у причала в Южной бухте. Теплоход был последним транспортом, прорвавшимся в Севастополь. В июле Севастополь был оставлен советскими войсками. Вечером 18 июня теплоход вышел из главной базы в составе конвоя (базовый тральщик Т-408 «Якорь» и 5 сторожевых катеров). На борту находилось 375 раненых и 43 эвакуируемых. В 01:48 19 июня недалеко от мыса Фиолент, в 20 милях к югу от порта Балаклава конвой был атакован тремя торпедными катерами. Теплоход быстро затонул после попадания торпеды, выпущенной с торпедного катера S-102, в точке 44°08′ с. ш. 33°35′ в. д.. Корабли охранения подняли с воды 75 раненых, 3 пассажиров и 79 членов экипажа, включая капитана теплохода — старшего лейтенанта Терентия Петровича Рымкуса. Погибло 388 человек. Конвой подвёргся налётам люфтваффе. 20 июня конвой добрался до Туапсе.
Затонувшее судно находится на глубине 250 м.